# 国際連合安全保障理事会決議1928
国際連合安全保障理事会決議1928（こくさいれんごうあんぜんほしょうりじかいけつぎ1928、英: United Nations Security Council Resolution 1928）は、2010年6月7日に国際連合安全保障理事会で採択された朝鮮民主主義人民共和国（北朝鮮）に関する決議。略称はUNSCR1928。